# 智利中部地區
智利中部地區（西班牙語：Zona Central）是智利的五個傳統地理區域之一。位於智利中部，南緯32度線和38度線之間，近北地區以南，南部地區以北。範圍包括瓦爾帕萊索大區、聖地牙哥首都大區、奧伊金斯將軍解放者大區、馬烏萊大區、紐布列大區、比奧比奧大區，面積115,551.1平方公里，人口12,925,629（2017年）。（或以阿空加瓜河與比奧比奧河為界，不包含瓦爾帕萊索大區南部、比奧比奧大區北部。）
中部地區在各個方面都是智利最重要的地區。三分之二的人口居住在這裡，它是該國的經濟引擎，首都聖地亞哥、國會所在地瓦爾帕萊索和農工業中心康塞普西翁都位於這裡。該地區屬於地中海氣候，冬季溫和潮濕，夏季炎熱乾燥。這使得該地區非常適合農業，尤其是葡萄栽培。其他收入來源是木材、銅、漁業和工業。主要城市包括聖地亞哥、瓦爾帕萊索、康塞普西翁、蘭卡瓜、塔爾卡、奇廉。
- 首都聖地亞哥
- 瓦爾帕萊索
- 葡萄栽培